# Всеукраїнська проща до Зарваниці
Всеукраїнська проща до Зарваниці — найбільша щорічна проща вірних Української греко-католицької церкви і православних християн до Зарваницького духовного центру, що знаходиться в Теребовлянському районі, Тернопільської області.

## Історія прощі
Зарваницький духовний центр відпустового значення набув у 1867 році, коли відбулася урочиста коронація чудотворної ікони Божої Матері Зарваницької і тодішній Папа Пій IX надав їй відпустового статусу.

## Прощі за роками

### 1995
Відбулася 19–21 травня. В ній взяло участь близько мільйона чоловік, у тому числі 339 іноземних громадян. Учасники прощі прибули на 1500 автобусах, 480 вантажних, 4000 легкових автомобілях, серед яких 38 іноземних. Для підтримання громадського порядку залучено 900 міліціонерів, багато членів ВО «Тризуб» ім. Степана Бандери.
Розпочалися святкування 16 травня пішим походом (50 км) молодих прочан («Українська молодь — Христові», Студентське братство, «Вертеп», TOO УКРП, ТТМ «Відродження», ВО «Тризуб» ім. Степана Бандери, НПЕ «Забуті могили», «Пласт») від Катедрального Собору Непорочного Зачаття Пресвятої Богородиці м. Тернополя.
18 травня в Катедральному Соборі святкування почалися Архієрейською святою Літургією, яку очолив єпископ-ординарій Михайло Сабрига у співслужінні із владикою Павлом Василиком. На Богослужінні були присутні голова Державного комітету України у справах релігії Анатолій Коваль, начальник управління Кабінету Міністрів В'ячеслав Калашников, представники місцевої влади. Державні урядники передали вітання вірним Тернопільської єпархії УГКЦ з нагоди 400-річчя Берестейської та 350-річчя Ужгородської уній.
У день прощі до Зарваниці Архієрейську Службу Божу служив Патріарх УГКЦ Кардинал Мирослав-Іван Любачівський і єпископи УГКЦ. Зареєстровано понад 600 священиків. В урочистостях з нагоди 400-річчя Берестейської і 300-річчя Ужгородської унії взяли участь Голова Папської Ради за єдність християн — Кардинал Едвард Ідріс Кассіді, Папський Нунцій в Україні Антоніо Франко, інші.

### 2000
22 липня розпочалася перша національна всеукраїнська проща, участь у якій взяли майже півмільйона прочан із багатьох країн світу.

### 2004
Починаючи з цього року з ініціативи громадської організації «Всеукраїнське об'єднання порозуміння», Патріаршого товариства Святого Рівноапостольного Київського Князя Володимира, християнської спільноти Церкви Святого Миколая на Аскольдовій могилі (м. Київ), за участю паломників із Києва, Харкова, Хмельницького, Тернополя, Львова, Івано-Франківська, Донеччини та інших регіонів України двічі на рік — навесні в суботу і неділю за тиждень до Вербної неділі та в першу суботу після 7 вересня (дня відходу до вічності Світлої пам'яті Патріарха Йосифа Сліпого), здійснюється проща-паломництво до родинного села Патріарха — Заздрості і Зарваниці.

### 2005
У прощі взяли участь близько 200 тисяч прочан. Вітання від імені Папи Римського всім учасникам прощі передав Апостольський Нунцій в Україні архієпископ Іван Юркович. Від імені духовенства Польщі та Чехії прочан привітали митрополит Вроцлавський РКЦ Мар'ян Голємбовський та єпископський екзарх Чеської Республіки владика Ладіслав Гучко. З вітальним словом до учасників прощі звернувся і голова Тернопільської обласної державної адміністрації Іван Стойко.

### 2009
Відбулася 18–19 липня. Проща присвячена року священичого покликання.

### 2010
Відбулася 17–18 липня. Проща присвячена року монашого покликання.

### 2011
Відбулася 16–17 липня.

### 2012
Відбулася 14–15 липня. Проща присвячена 120-й річниці від дня народження Патріарха УГКЦ Йосифа Сліпого і тематиці Святих Тайн. У прощі взяло участь близько 120 тисяч осіб.
Архієрейську Божественну Літургію очолив Патріарх УГКЦ Святослав. У прощі взяли участь архієпископ Томас Едвард Галіксон, архієпископ Мелхітської греко-католицької церкви Еліас Шакур та преосвященний Антон Коша (перший єпископ-ординарій Кишиневської єпархії республіки Молдова).

### 2013
Відбулася 13–14 липня. Проща присвячена Року віри.
У рамках прощі відбулися Конференція Патріаршої комісії у справах родини УГКЦ на тему «Віра в житті родини» та освячення пам'ятника Папі Івану-Павлу ІІ. У ніч на 14 липня на концерті духовної музики на Співочому полі Зарваниці виступали молодіжні християнські колективи «Кана», «Джазова фіра», тріо дівчат «Глорія», тріо «Елегія», священик Василь Брона та молоді виконавці. Молодь привітали голова Патріаршої комісії у справах молоді УГКЦ о. Ростислав Пендюк та голова комісії у справах молоді Тернопільсько-Зборівської архієпархії о. Орест Павліський.
Архієрейську Божественну Літургію очолив Глава УГКЦ Святослав.

### 2014
Відбулася 19–20 липня.
У ніч на 20 липня понад 10 тисяч молодих прочан взяли участь у «Молодіжному молитовному Майдані» на Співочому полі Зарваниці.
В Архієрейській Божественній Літургії, яку очолив Глава УГКЦ Святослав, взяли участь 16 архієреїв УГКЦ, близько 300 священиків, прем'єр-міністр України Арсеній Яценюк, міністр культури Євген Нищук, голова Тернопільської облдержадміністрації Олег Сиротюк, мер Тернополя Сергій Надал і десятки тисяч паломників із різних куточків України та з-за кордону. Предстоятель УГКЦ вручив відзнаки духовенству та мирянам із нагоди 25-ї річниці виходу УГКЦ з підпілля.

### 2015
Відбулася 18–19 липня. Проща приурочена 150-й річниці від дня народження митрополита Андрея Шептицького та молитві за мир в Україні.
Архієрейську літургію очолив Блаженніший Святослав, у ній взяли участь архієреї УГКЦ, Апостольський Нунцій в Україні Архієпископ Томас Едвард Галліксон, Президент Папської агенції KNEWA Монсеньйор Джон Козар, особистий посланець Патріарха Венеції Франческо Моральї, Єпископський Вікарій Венеціанського Патріархату Монсеньйор Діно Пістолато, близько 300 священиків та десятки тисяч паломників. Після Літургії голова Тернопільської ОДА Степан Барна нагородив посмертно учасників АТО, які загинули на Сході України. Нагороди отримали їхні матері та дружини, які прибули на прощу. Відтак Блаженніший Святослав освятив каплицю св. Юрія, збудовану на честь загиблих героїв.
У рамках прощі відбувся перший Всеукраїнський мальовничий пленер «Тобі, Богородице! Зарваниця — 2015», в якому взяли участь художники з усіх регіонів України. Також відбувся перший Всеукраїнський форум мирянських спільнот.

### 2016
Відбулася 16–17 липня. Проща присвячена «Року Божого Милосердя».
У прощі взяли участь Генеральний прокурор України Юрій Луценко, міністр культури України Євген Нищук, народні депутати від області Олег Барна, Тарас Юрик, Микола Люшняк, голова Тернопільської ОДА Степан Барна, голова обласної ради Віктор Овчарук, представники громадських організацій, воїни АТО, переселенці, близько 140 тисяч паломників з усіх куточків України, а також з Італії, Іспанії, Португалії, Франції.

### 2017
Відбулася 15—16 липня.
Гостем прощі був префект Конгрегації для Східних Церков кардинал Леонардо Сандрі.